# 國際中心站 (宮城縣)
國際中心站（日语：／ Kokusai-sentā eki */?）是位於日本宮城縣仙台市青葉區，屬於仙台市地下鐵東西線的地鐵站。本站因临近仙台国际中心而得名。車站編號是T04，副站名則是「仙台城跡入口」。

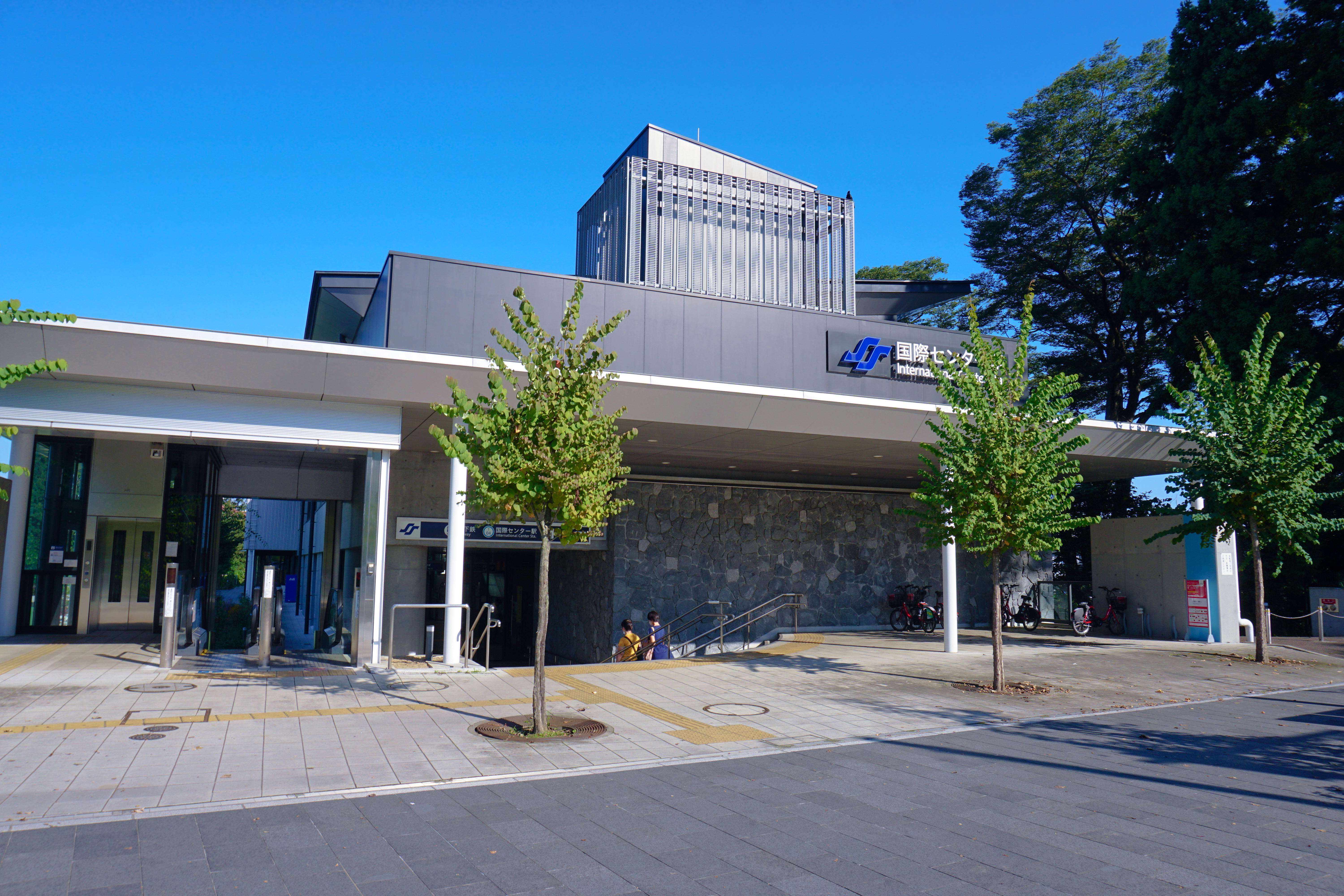
西1出入口（2022年9月）

## 車站結構

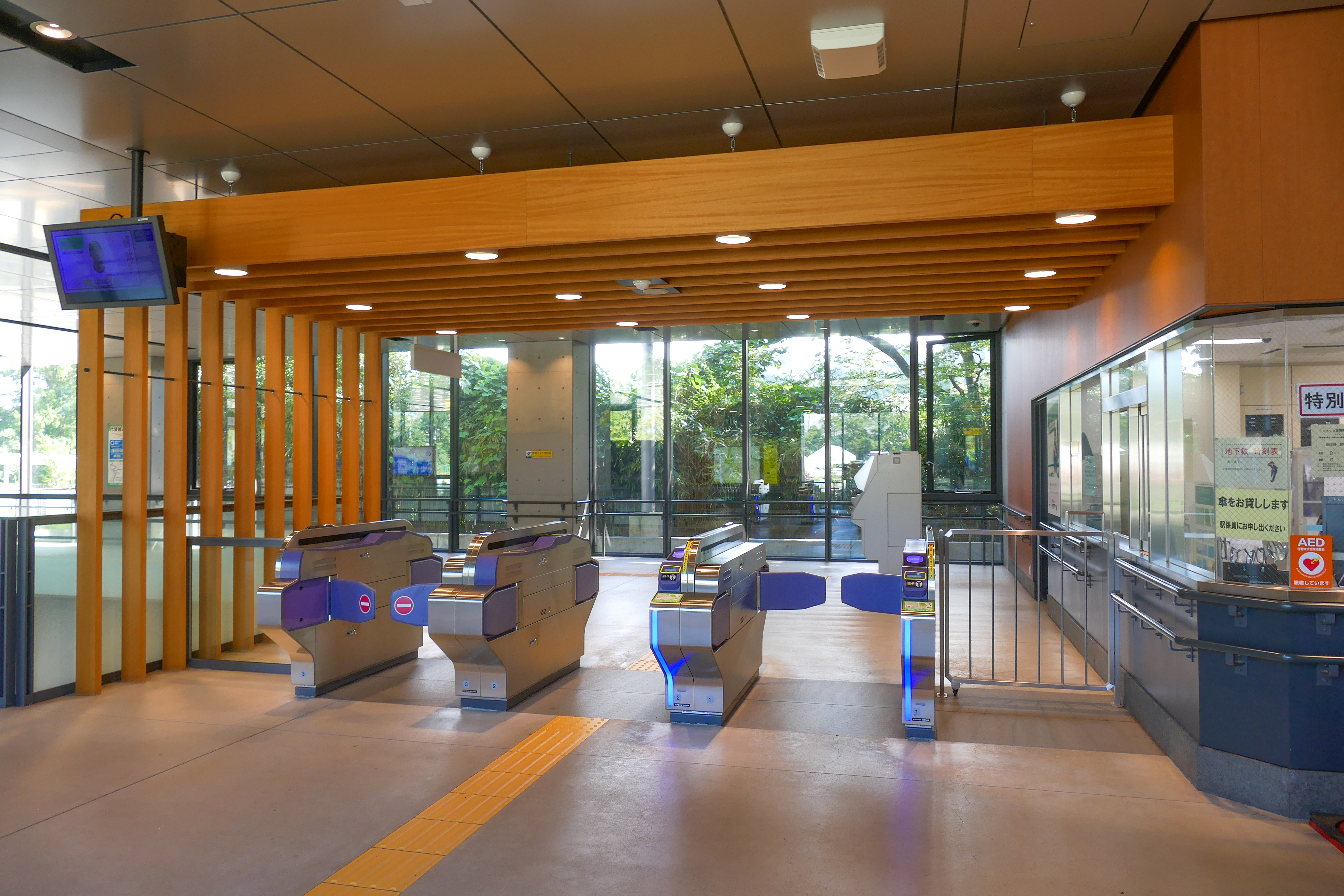
驗票閘口（2021年9月）

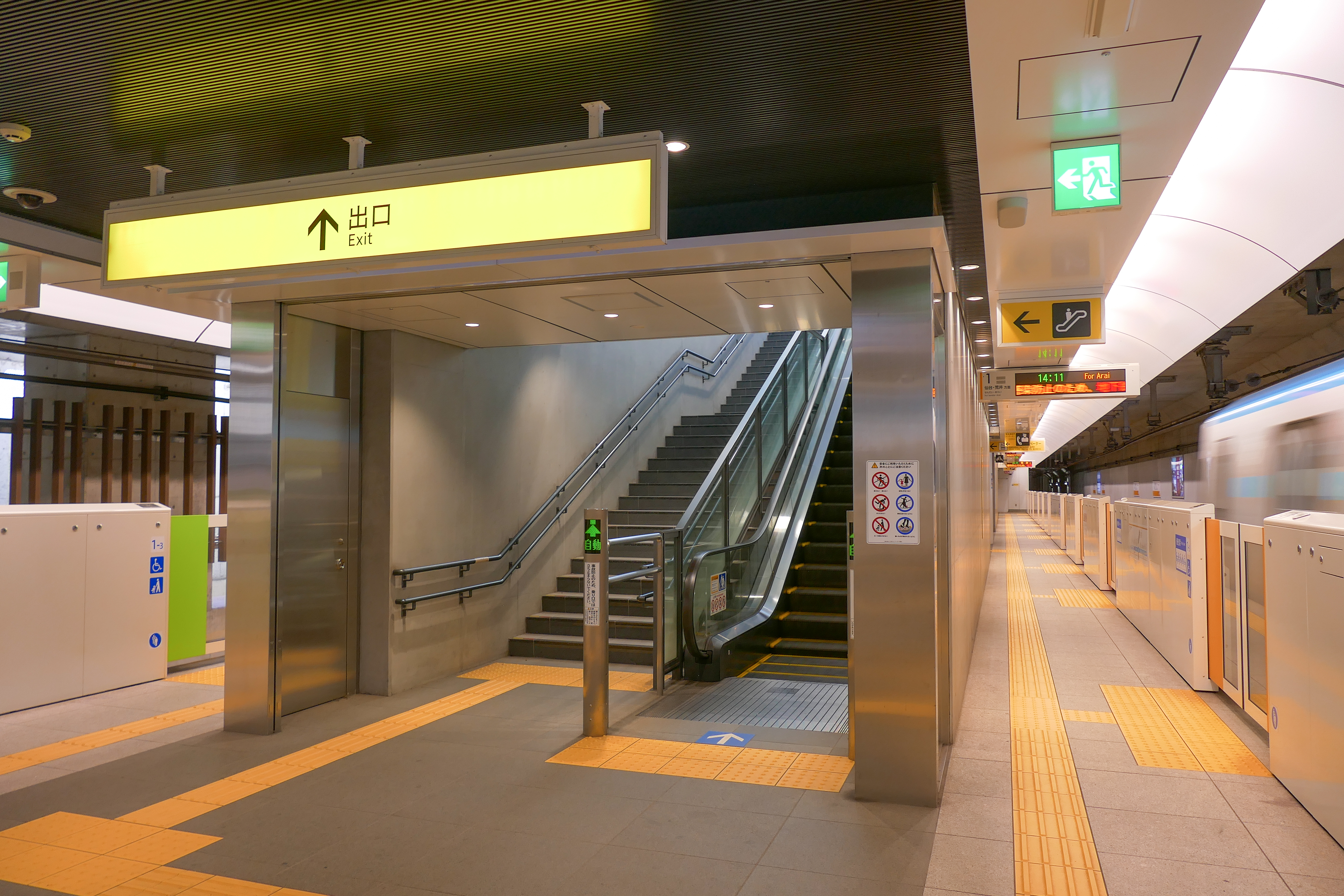
月台（2021年9月）

本站與荒井站一樣設有地面站房，站內樓層分為地上2樓與地下1樓，建築面積4,310平方公尺。1樓大廳併設資訊角。南1出入口位於仙台国际中心的入口廣場。驗票閘口位於地上1樓，月台則位於地下1樓。

### 月台配置
| 月台 | 路線     | 目的地             |
| ---- | -------- | ------------------ |
| 1    | ■ 東西線 | 仙台、荒井方向     |
| 2    | ■ 東西線 | 八木山動物公園方向 |

## 使用情況
| 上車人次推移 | 上車人次推移     |
| 年度         | 一日平均上車人次 |
| ------------ | ---------------- |
| 2015         | 2,533            |
| 2016         | 3,001            |
| 2017         | 3,389            |

- 2017年度（平成29年度）
  - 1日平均上車人數：3,389人[2]

一日平均上車人次（單位：人/日）

## 歷史
- 2009年（平成21年）：開工。
- 2015年（平成27年）12月6日：開業。

## 相鄰車站
仙台市地下鐵
■ 東西線
川內（T03）－國際中心（T04）－大町西公園（T05）

## 外部連結
- 仙台市交通局 東西線** 国際センター駅 建設概要
  - 国際センター駅 デザイン
  - （页面存档备份，存于）
  - 国際センター駅 建築工事の進捗状況 （页面存档备份，存于）